# Beziehungen zwischen Bolivien und den Vereinigten Staaten
Die Beziehungen zwischen Bolivien und den Vereinigten Staaten sind das zwischenstaatliche Verhältnis zwischen Bolivien und den Vereinigten Staaten. Beide Länder etablierten 1848 diplomatische Kontakte. Während des Kalten Krieges mischten sich die USA mehrmals in die inneren Angelegenheiten Boliviens ein und unterstützten antikommunistische Diktatoren. In der Amtszeit des bolivianischen Präsidenten Evo Morales (2006–2019) verschlechterte sich das Verhältnis zu den USA. Dieser warf den Amerikanern nämlich wiederholt Imperialismus vor und verwies u. a. die Drug Enforcement Administration und USAID des Landes. Er verfolgte in der Außenpolitik eine explizit amerikakritische Linie und trat der antiamerikanischen Staatenallianz ALBA bei.

## Geschichte
Die diplomatischen Beziehungen zwischen Bolivien und den USA bestehen seit dem 19. Jahrhundert. Bolivien proklamierte 1825 seine Unabhängigkeit von Spanien, die USA erkannten das Land schließlich 1848 (davor indirekte Anerkennung als Teil der Peruanisch-Bolivianische Konföderation) offiziell an. Am 3. Januar 1849 wurden die ersten diplomatischen Kontakte formal aufgenommen, als der amerikanische Geschäftsträger John Appleton seine Beglaubigung in La Paz überreichte, um die amerikanische Gesandtschaft zu leiten. Im späten 19. und frühen 20. Jahrhundert spielten wirtschaftliche Interessen eine wichtige Rolle im Verhältnis. Bolivien lieferte vor allem Zinn und andere Rohstoffe an die USA. Während des Zweiten Weltkriegs unterstützte Bolivien die Alliierten mit strategischen Materialien wie Zinn, Tungsten und Kautschuk – Schlüsselerzeugnisse für die Kriegsproduktion der USA und Großbritanniens.
Nach dem Krieg intensivierten sich die Beziehungen: Die USA leisteten wirtschaftliche Hilfe und förderten den Aufbau der bolivianischen Institutionen. Die Revolution vom April 1952 zählt zu den zentralen Ereignissen in der bilateralen Geschichte. Ein breiter Volksaufstand unter Führung des MNR stürzte eine Militärjunta und installierte Víctor Paz Estenssoro als Präsidenten. Die neue Regierung führte tiefgreifende Reformen durch: Sie vergesellschaftete das Zinnbergwerk (Nationalisierung der Minen), führte Landreformen durch und gewährte auch Frauen und Indigenen politische Beteiligungsrechte. Ein US-Geheimdienstbericht von 1953 hob hervor, dass sich die linksgerichtete MNR anfänglich kritisch gegenüber den USA gegenüberstand, aber durch die amerikanische Unterstützung zunehmend US-freundlich wurde. In den 1950er Jahren bewahrte umfangreiche US-Nothilfe das Land zeitweilig vor wirtschaftlichem Zusammenbruch. Die Strategie der USA war darauf ausgerichtet, eine moderat linke Regierung zu unterstützen, um das Land nicht in die Hände von Kommunisten fallen zu lassen, wobei politische Instabilität und ein möglicher rechter Putsch in internen US-Dokumenten bereits prognostiziert wurden.
Zwischen den 1960er und 1980er Jahren erlebte Bolivien mehrere Militärputsche und Diktaturen. 1964 übernahm General René Barrientos nach einem Putsch die Macht und setzte Paz Estenssoro ab. In dieser Zeit intensivierten die USA ihre militärische Zusammenarbeit mit der bolivianischen Armee im Anti-Kommunismus. Ein bekanntes Beispiel war die Tötung von Ernesto „Che“ Guevara 1967: Guevara war mit einer Guerillatruppe in Bolivien aktiv, wurde von bolivianischen Truppen gefasst und erschossen. Dabei halfen die USA: in einem deklassifizierten Dokument der National Security Archive heißt es, Guevara sei von einer von den USA trainierten bolivianischen Einheit gefangen genommen und ein CIA-Agent sei bei seiner Erschießung anwesend gewesen. Roberto Quintanilla Pereira, der für Guevaras Ermordung zuständige Geheimdienstoffizier, hatte zuvor die School of the Americas absolviert.
Die US-Regierung unterstützte 1971 den Putsch von General Hugo Banzer, der den bolivianischen Präsidenten Juan José Torres stürzte, der im Jahr zuvor durch einen Staatsstreich an die Macht gekommen war. Torres war ein beim Volk beliebter linker Politiker, der eine stärkere Umverteilung des nationalen Wohlstands und eine Verbesserung der Lage der indigenen Bevölkerung versprochen hatte. Banzer kooperierte eng mit anderen südamerikanischen Diktatoren im Rahmen der Operation Condor – einem von den USA angeführten geheimpolizeilichen Bündnis zum grenzüberschreitenden Vorgehen gegen politische Feinde. Laut einem US-Außenministeriums-Dokument von 1977 waren die Sicherheitsdienste Boliviens Teil dieses Condor-Netzwerks zusammen mit Chile, Argentinien, Paraguay, Uruguay und Brasilien. Zu den Operationen der Operation Condor gehörte auch die Ermordung von Juan José Torres 1976 im Exil in Argentinien.
1982 kehrte Bolivien zur Demokratie zurück, und es folgten zivile Regierungen unter Präsidenten wie Hernán Siles, Víctor Paz Estenssoro (erneut) und Gonzalo Sánchez de Lozada. Diese setzten marktorientierte Reformen (Privatisierung, Freihandel) um und kooperierten dabei auch mit US-Institutionen. In den 1990er Jahren leisteten die USA Schuldenerleichterungen: 1991 erließen sie fast die gesamten Auslandsschulden Boliviens in Höhe von 341 Millionen US-Dollar und vergaben ausstehende Lebensmittelkredite. Zugleich intensivierten sich Programme zur Bekämpfung des Drogenhandels: Bolivien war Produzent von Koka, das als Vorläuferstoff für Kokain gilt. Unter dem „Andean Trade Promotion and Drug Eradication Act“ (ATPDEA) von 1991 bekamen bolivianische Exporte subventionierten Zugang zum US-Markt im Austausch für Kooperation im Anti-Drogen-Kampf. In dieser Phase bestanden im Wesentlichen freundschaftliche, wenn auch asymmetrische Beziehungen, geprägt von Entwicklungshilfe und wirtschaftlicher Zusammenarbeit.
Nach dem Amtsantritt des linken Politikers Evo Morales 2006 verschlechterten sich die Beziehungen zu den USA. Morales hatte seine politische Karriere als Aktivist für die Interessen der indigenen Kokabauern begonnen. Außenpolitisch orientierte er sich an Kuba und Venezuela unter Hugo Chávez, weg von den USA, und begründete mit diesen 2006 den Handelsvertrag der Völker als Gegenentwurf zum amerikanischen FTAA. Die US-geführte Drogenbekämpfung sah Morales als Eingriff in innere Angelegenheiten an. 2008 erklärte die Bush-Regierung Bolivien offiziell für einen „nicht-kooperativen“ Partner im Drogenkrieg und setzte das Handelsabkommen ATPDEA aus. Im selben Jahr eskalierten die Spannungen diplomatisch: Präsident Evo Morales warf dem US-Botschafter Philip Goldberg vor, oppositionelle Kräfte zu unterstützen, und wies ihn aus. Die USA reagierten mit der Ausweisung des bolivianischen Botschafters in Washington. Kurz darauf kündigte Morales an, auch die Drogenbekämpfungsbeamten der US-Behörde DEA müssten das Land verlassen, die seit Jahrzehnten in Bolivien im Einsatz waren. Diese Politik führte zu einer massiven Abkühlung der Beziehungen. Bolivien wurde im US-Bericht über Drogenkooperation 2008 „de-zertifiziert“ und die USA setzten Handelssanktionen durch.
Unter US-Präsident Obama und mit der Präsenz der US-Botschafterin in La Paz kam es 2011 zu Gesprächen über die Wiederherstellung „voller diplomatischer Beziehungen“. Ein Rahmenabkommen für Zusammenarbeit wurde unterzeichnet, das die Wiederaufnahme von Dialog und Handel vorsah. Bald darauf kam es jedoch wieder zu neuen Streitigkeiten. 2013 erklärte Morales überraschend den Stopp aller USAID-Programme in Bolivien und wies die US-Entwicklungsagentur aus dem Land aus. Als Gründe nannte Morales immer wieder Einmischungsvorwürfe – er beschuldigte US-Behörden, seine Regierung destabilisieren zu wollen und warf den USA vor, sich die Rohstoffe Boliviens aneignen zu wollen. Bolivien bot 2013 dem Whistleblower Edward Snowden Asyl an und reagierte entrüstet, als sein Flugzeug auf Druck der USA von europäischen Staaten am Weiterflug gehindert wurde (man vermutete, Snowden sei an Bord). Der Vorfall führte zu einer diplomatischen Krise, bei der Bolivien dem nominierten US-Botschafter für das Land keine Zulassung erteilte. Morales drohte mit der Schließung der US-Botschaft in La Paz und erklärte: „Wir brauchen die Botschaft der Vereinigten Staaten nicht.“
Nach dem Abgang von Morales im Jahr 2019 und unter der Übergangsregierung von Janine Áñez und in der Präsidentschaft von Luis Arce begannen erste Schritte zur Normalisierung der Beziehungen. Gleichwohl bleibt das Verhältnis sensibel. Bolivien weist nach wie vor kritisch auf vermeintliche US-Interessen in der Region hin, etwa im Wettlauf um Lithium, denn Bolivien verfügt weltweit über die größten Lithium-Vorkommen, ist jedoch wirtschaftlich zunehmend unter Druck geraten.